# Meldrum
Meldrum est un groupe de heavy metal international, formé à la fin de 1999 à Stockholm, en Suède, par Michelle Meldrum. Le groupe se délocalise par la suite à Los Angeles, Californie, aux États-Unis.

## Biographie
La guitariste américaine Michelle Meldrum lance son premier groupe, Wargod, avec le batteur de Strapping Young Lad Gene Hoglan, qui formera ensuite Phantom Blue, au sein duquel elle publie deux albums et un EP entre 1989 et 1993.
Meldrum est formé en Suède à la fin de 1999 avec Hasse Sjölander à la batterie, qui est plus tard remplacé par Fredrik Haake. Ils enregistrent leur premier album, Loaded Mental Cannon, en 2000, qui ne sera publié qu'à partir de 2001 en raison de problèmes avec leur label. L'album fait participer Brian Robertson, Marcel Jacob et John Norum, époux de Michelle à cette période. En 2005, ils se lancent trois mois en tournée avec Black Label Society de Zakk Wylde, aux États-Unis et en Europe. À la fin de 2005, Meldrum se joint à Motörhead à leur tournée européenne spéciale 30e anniversaire. Le groupe tourne aussi aux côtés de Sepultura, Danzig, et Nashville Pussy. Leur deuxième album, Blowin' Up the Machine, produit par Toby Wright, est publié par Frontiers en Europe le 11 mai 2007, et aux États-Unis le 11 septembre 2007. Lemmy de Motörhead's, Gene Hoglan, et l'ancien membre de Phantom Blue Linda McDonald y participent. 
Le 18 mai 2008, Michelle est amenée dans un état critique au St. Joseph's Hospital de Burbank, en Californie. Trois jours plus tard, après être tombée dans le coma, le mercredi 21 mai, elle succombe à une mort cérébrale. Avant cet événement, Michelle venait de terminer le troisième album de Meldrum, Lifer avec le batteur Gene Hoglan. Le reste du groupe décide en 2009 de publier l'album en hommage à leur collègue disparue. Le 26 mai 2009, Meldrum, et l'ancienne chanteuse Moa Holmsten, participe à un concert post-mortem à Hollywood, Los Angeles, en Californie, dont les bénéfices sont reversées à la famille de Michelle. Le 20 novembre 2012, Meldrum publient leur troisième album, Lifer,,, avant de se séparer. À la fin de 2012, Michelle est nommée Miss Inked Australia par le magazine australien Inked.

## Membres

### Derniers membres
- Laura Christine - basse (2008-2009), guitare (2009)[1]
- Gene Hoglan - batterie (2008-2009)[1]
- Michele Madden - chant (2008-2009)[1]

### Anciens membres
- Frida Ståhl - basse (1999-2008, 2009)[1]
- Hasse Sjölander - batterie (1999-2001)[1]
- Michelle Meldrum - guitare (1999-2008 ; décédée en 2008)[1]
- Moa Holmsten - chant (1999-2008)[1]
- Fredrik Haake - batterie (2001-2008)[1]

## Discographie
- 2002 : Loaded Mental Cannon
- 2007 : Blowin' Up the Machine
- 2012 : Lifer